# Platte Woods
Platte Woods és una població dels Estats Units a l'estat de Missouri. Segons el cens del 2000 tenia 474 habitants.

## Demografia
Segons el cens del 2000, Platte Woods tenia 474 habitants, 220 habitatges, i 137 famílies. La densitat de població era de 481,6 habitants per km².
Dels 220 habitatges en un 20,9% hi vivien nens de menys de 18 anys, en un 55,5% hi vivien parelles casades, en un 5% dones solteres, i en un 37,7% no eren unitats familiars. En el 31,4% dels habitatges hi vivien persones soles l'11,4% de les quals corresponia a persones de 65 anys o més que vivien soles. El nombre mitjà de persones vivint en cada habitatge era de 2,15 i el nombre mitjà de persones que vivien en cada família era de 2,69.
Per edats la població es repartia de la següent manera: un 18,1% tenia menys de 18 anys, un 6,1% entre 18 i 24, un 27% entre 25 i 44, un 28,3% de 45 a 60 i un 20,5% 65 anys o més.
L'edat mediana era de 44 anys. Per cada 100 dones de 18 o més anys hi havia 86,5 homes.
La renda mediana per habitatge era de 64.375 $ i la renda mediana per família de 76.937 $. Els homes tenien una renda mediana de 45.938 $ mentre que les dones 35.417 $. La renda per capita de la població era de 32.704 $. Cap de les famílies i l'1,7% de la població estaven per davall del llindar de pobresa.

## Poblacions més properes
El següent diagrama mostra les poblacions més properes.